# Graf-Gerlachs-Burg
Die Graf-Gerlachs-Burg ist eine im Siegerland gelegene abgegangene Turmburg.
Die Reste ihrer Grundmauern befinden sich noch heute auf einem Südwestausläufer des 621 Meter hohen Dicken Rücken in 515 Metern Höhe oberhalb der Ortschaft Sohlbach. Vermutlich bestand die Höhenburg, die von einem teilweise aus dem Felsen herausgearbeiteten Graben sowie einer drei Meter hohen Ringmauer umgeben war, aus einem Steinturm mit Fachwerkaufbau. Der Grundriss soll sechs mal acht Meter betragen haben. Die nach archäologischen Befunden mutmaßlich im 11. Jahrhundert entstandene Burg wurde wahrscheinlich bereits im 12. Jahrhundert aufgegeben. Insgesamt beruhen die meisten Erkenntnisse zu ihrer Geschichte, ihrem vormaligen Erscheinungsbild und insbesondere hinsichtlich ihres Namensgebers lediglich auf Vermutungen.